# 大木镇
大木镇，是中华人民共和国重庆市涪陵区下辖的一个乡镇级行政单位。原为大木乡，2024年撤乡设镇。

## 行政区划
大木镇下辖以下地区：
迎新社区、双江村、土井村、雨台村、宣王村和武陵村。